# Miguel Cairo
Miguel Jesús Cairo (Anaco, 4 de mayo de 1974) es un exjugador venezolano de béisbol profesional que jugó durante 17 años para nueve equipos diferentes de las Grandes Ligas de Béisbol. Se desempeñó principalmente como infielder. Actualmente es asistente especial del gerente general de los Cincinnati Reds.

## Carrera profesional
Cairo debutó en las Grandes Ligas con los Toronto Blue Jays en 1996, luego perteneció a los Chicago Cubs entre 1997 y 2001, a los Tampa Bay Devil Rays entre 1998 y 2000 y con los St. Louis Cardinals entre 2001 y 2003. Es un buen bateador de bolas rápidas que intenta batear desde el primer lanzamiento. Cairo juega tanto en el cuadro interno como en los jardines.
En Venezuela, comenzó su carrera con los Leones del Caracas hasta 1995 cuando fue traspasado a Cardenales de Lara en cambio por el lanzador Dilson Torres. Ganó 4 títulos, uno con los melenudos (1995) y los otros 3 con los crepusculares (1998, 1999 y 2001 siendo en esta última el Jugador más Valioso de la final). Cairo se retiró en 2002. 
El 21 de junio de 2023 es designado como dirigente de los Navegantes del Magallanes en sustitución del boricua Yadier Molina. En noviembre de ese mismo año en plena temporada, fue despedido de su cargo debido a una serie de malos resultados.